# ЛГБТ история
ЛГБТ историята описва хомосексуалните култури по света, проследявайки в исторически план примерите на еднополова любов и сексуалност от времето на античните цивилизации до наши дни.
Трябва да се отбележи, че ЛГБТ историята е белязана от преследвания и погрешни разбирания и често е била подлагана на оспорване или забрана.
ЛГБТ историята може да се разглежда и като история на социалните нагласи спрямо дадено поведение, възприемано като „отклоняващо се“, като по този начин тя става значима и от социологична, антропологична, политическа и в известна степен дори философска гледна точка. По тази причина в сториографията съществува течение, специализирано именно в ЛГБТ история.

## Древна история
Отношението на класическия свят към хомосексуалното поведение безспорно се различава от сегашното. В древността, отношението на обществото към хомосексуалния акт не се базирало на това, какъв е полът на сексуалния партньор, а по-скоро на това каква е сексуалната роля на мъжа, който участва в него (активна или пасивна). Активната роля се смятала за признак на мъжественост, дори и в рамките на една хомосексуална връзка, докато към пасивността, във всичките ѝ форми, обществото се отнасяло презрително.
Друга съществена разлика е това, че в древността законността на хомосексуалния акт не се определяла въз основа на това дали е достигната така наречената законова възраст от страна на партньорите, а въз основа на спецификата на личния статус (свободен гражданин или роб) на пасивния партньор. Сексуалните действия се смятали за законни в случай, че пасивната роля се поемала от роб, но когато тя била поемана от свободен гражданин, актът се смятал за незаконен. От тази гледна точка, идеята за stuprum (от латински: незаконен полов акт) по взаимно съгласие, термин, който в римското право означава полов акт по взаимно съгласие, но забранен от закона.
Трета съществена разлика представлява идеята за брака. В античността бракът представлявал преди всичко вид договор, чиято цел била постигането на определени облаги или печалба, като например сдобиване с потомство, което да издържа родителите в старините им, или сключване на политически съюз, прехвърляне на имущество или увеличаване на военната мощ на общността. Брачната институция не се възприемала като желанието на даден член на обществото да институционализира личните си чувства на любов към някого. Ако между съпрузите се зароди любов, преди или след брака, това било нещо позитивно, но не и предпоставка за сключване на брак. Поради тази причина бракът в античността бил една задължителна за всеки член на обществото церемония. Ексклузивната хомосексуалност се позволявало на малко хора, тъй като бракът бил задължителен дори и за богатите – ако не поради финансови, то по династични причини.

### Древна Гърция и Древен Рим
Въпреки че между Древна Гърция и Древен Рим съществуват определени разлики относно отношението към хомосексуалността, двете култури могат да бъдат обособени в една група, тъй като от концептуална гледна точка тези разлики не са значими. Гърците често обяснявали хомосексуалната любов със специфични философски или артистични теории, които не се откриват в Древен Рим. Римляните от своя страна имали значително по-директно отношение към сексуалността и не изпитвали нужда да прибягват до философски или артистични оправдания. Въпреки това, начинът по който римлянинът възприемал момчето, обект на своите сексуални желания, не се различавал съществено от този на древните гърци. Съществената промяна в отношението към хомосексуалността не настъпва с преминаването от гръцката към римската култура, а с преминаването от елинската към християнската култура.
Първите писмени свидетелства относно хомосексуални взаимоотношения се отнасят до педерастични връзки, т.е. връзка между възрастен мъж (ерастес) и младо момче (ероменос). И двамата партньори били ръководени от любовта, символизирана от Ерос, като ерастес предлагал обучение, съвети и подаръци на своя ероменос, който ставал по принцип негов ученик и асистент. Kenneth J. Dover, а впоследстие и Michel Foucault, предполага, че навремето не е било желателно еременос да изпитва хомосексуални желания, тъй като според него това не било признак за мъжественост. Теорията на Dover обаче поставя доста въпросителни, имайки предвид любовната поезия навремето, в която се говори за едни доста по-емоционални и сантиментални връзки, от това, което определят изследванията в миналото.
Някои учени говорят за това, как древните гърци вярвали, че семето, т.е. спермата, е източник на знание и мъдрост, поради което тези връзки имали за цел да се даде насока на младия ероменос. Много организации подчертават факта, че педерастичните връзки в древността нямат нищо общо с хомосексуалността в нашето съвремие, тъй като те били насочени и към деца. Все пак критиците отбелязват, че тогавашните педерастични връзки не включвали деца, а само полово съзрели юноши, поради което терминът не трябва да се бърка с педофилия.
С преминаването по времето на късната Римска империя от паганизма към християнството, се налага християнският възглед за хомосексуалността като престъпление (stuprum), но интересно е да се отбележи, че терминът, с който се оправдавала присъдата над хомосексуалността не е християнски (stuprum е термин, който се заема от гръцката философия, а не от еврейската теология).
Със забраната на хомосексуалността до известна степен се целяло и да се защити пасивният партньор от социалното опозоряване, до което пасивността водела. Християнството се борило с идеята, че някои хора (свободните) имат право да използват тялото на друг човек (роб) по всякакъв начин. При подобни обстоятелства било съвсем естествено да се осъди един акт, който самият езически манталитет определял като stuprum (незаконен), дори и той да се извършвал по взаимно съгласие. Трябва все пак да се подчертае също, че яростното отхвърляне на хомосексуалността от страна на християнството се дължи и на неговото категоричното противопоставяне на материалния и телесен свят, което е налице и при хетеросексуалността – половият акт се позволява единствено с цел зачатие. Ето защо не може просто да се каже, че християнството преобръща езическия сексуален морал, тъй като се касае за едни много по-сложни, неясни и противоречиви културни промени.
В действителност много гръцки философи били категорично против хомосексуалността, така че в много от случаите християните трябвало просто да възобновят техните осъдителни аргументи и принципи и да ги използват наново, затвърждавайки ги чрез авторитета на Библията, използвайки например легендата за разрушаването на Содом и Гомор.

### Древен Китай и Япония
Сведения за хомосексуалността в Китай съществуват още от древността. Ученият Pan Guangdan заявява дори, че почти всички императори от династията Хан са имали един или повече мъже като сексуални партньори. Съществуват и сведения относно лесбийството, въпреки че в по-малък обем. Хомосексуалността била доста популярна по времето на династиите Сонг, Минг и Чин. Хомосексуалните хора в Китай не са били подлагани на особени гонения, както се случва например в средновековна Европа.
Любовта между хора от един и същи пол била отбелязвана чрез изкуството; много примери за това са оцелели от Великата културна революция и дори и да не са останали внушителни статуи, все още в много частни колекции могат да се открият най-различни изображения върху коприна или пергамент.
В Япония на много места в характерната за периода Хейан дневникова литература намираме препратки за хомосексуална любов. Има произведения, в които се описват дори хомосексуалните връзки на императора. На други места се споменават и „проблеми свързани с идентичността“, т.е. истории за момче, което се влюбва в едно момиче, като по-късно се оказва, че момичето е мъж, преоблечен като жена.

## Средновековие
Еднополовите научни „империи на интелекта“ били нещо типично за средновековната арабска и еврейска култура, както може да се види от тяхната поезия относно еднополовата любов.
Според John Boswell, автор на предизвикалата доста дискусии книга Christianity, Social Tolerance and Homosexuality (Християнство, социална толерантност и хомосексуалност)(New Haven: Yale University Press, 1980), през Средновековието са съществували християнски манастирски общности и други религиозни ордени, където хомосексуалността процъфтявала. Според Chauncey и други (1989 г.), тази книга „предлага една роволюционна интерпретация на Западната традиция, говорейки за това, че Римокатолическата църква не е заклеймявала в хода на историята хомосексуалните хора, а по-скоро, поне така е било до началото на 20 век, не се е безпокояла особено относно хомосексуалността, като дори я е приемала радушно“.
Boswell е също така и автор на книгата Same-Sex Unions in Pre-Modern Europe (New York: Villard, 1994), където той говори за това как ритуалът adelphopoiia (побратимяване) може да се приеме като доказателство за това, че отношението на християнската църква към хомосексуалността се променило с течение на времето, като в ранното християнство в определени случаи еднополовите връзки били приемани. Все пак има много учени, които не приемат и критикуват тези идеи на Boswell.

## Северна Америка
Преди да влязат в контакт със западните цивилизации, коренните американски племена говорели за съществуването на трети пол. Този трети пол включвал представителите на „Berdaches“ (Два духа) (пренебрежителното название на генетичен мъж, който изпълнява женска роля) и „Минаващи жени“ (генетична жена, която изпълнява мъжка роля). Думата berdache не е американска местна дума, по-скоро по този начин европейците наричали местните, които изпълнявали ролята на трети пол в различните племена. Все пак не във всички американски племена имало транссексуални хора.
Известен е един случай на berdache от племето мохаве, който бил убит. Sahaykwisa казал на другите мохави, че някакъв бял човек го превърнал в мъж чрез магия, след което Sahaykwisa си взел за любовници няколко жени. Впоследствие обаче Sahaykwisa бил изнасилен и убит от група мъже.
Katz продължава като говори за съществуването сред американските племена на „интимни връзки между мъже, които често продължавали през целия им живот“, както и за „хомосексуални връзки между възрастни мъже и юноши“ (педерастия).

## Модерна история

### Френската революция и Кодекс на Наполеон
Френската революция отменя през 1791 година, на базата на философските принципи на Илюминизма, всички онези така наречени въображаеми престъпления, като вещерството, ереста, а също така и содомията.
Кодексът на Наполеон запазва това положение, въпреки че биват въведени няколко ограничителни полицейски мерки, касаещи нарушаването на обществения морал, които можели да бъдат използвани и за потискане на хомосексуалността.
Това решение на Наполеон оказва един значително продължителен ефект, създавайки в Европа от една страна една група от държави, почти всички католически, които приемат Наполеоновия кодекс и в които хомосексуалният акт по взаимно съгласие между двама възрастни престава да бъде престъпление, като от другата страна остават онези държави, предимно протестантски, в които мъжката хомосексуалност продължава да бъде престъпление. Подобна ситуация поставя началото на един широкомащабен секс туризъм, при който хомосексуални мъже от Северна Европа ходели в католическите южни страни, за да си търсят любовници.
Подобна разлика била и стимул за някои хомосексуални хора, живеещи в страни, където хомосексуалността все още била престъпление, да предприемат действия за отмяната на подобни закони, да заявят себе си и природата си като нещо естествено и предопределено, а не като някакъв нечист личен избор. Те започнали да оказват натиск върху лекарите и учените да започнат да изследват причините и характеристиките на хомосексуалността. В крайна сметка подобни активни действия довели до зараждането на едно движение за хомосексуално освобождение в истинския смисъл на думата, което естествено се развило основно в онези страни, където хомосексуалността била все още престъпление.

### Северна Америка

#### Краят на 19 век
We'wha е сравнително модерна Ihamana (Berdache) от коренното американско племе Зуни (Zuni). Известно е как тя отишла във Вашингтон през 1886 година, а по-късно срещнала и стиснала ръката на президента Рузвелт. Тя била почитана в племето си заради уменията си да плете и да прави керамични съдове, но тя вземала участие също така и в церемониите и ритуалите на племето. Нейният живот бил документиран в края на 19 век от антроположката Matilda Coxe Stevenson. 

#### Двадесетте години на 20 век
Около двадесетте години на 20 век в големите градове започва да се забелязва началото на нов етап в приемането от страна на обществото на малцинствата и хомосексуалните. Това се забелязва и в много от филмите на това десетилетие, в които открито се говори за хомосексуалността. Появяват се и песни, в които се говори за хомосексуалността. Една от тези песни, със заглавието „Мъжествена жена, женствен мъж“, излиза през 1926 г. в изпълнение на много от тогавашните известни певци, а текстът ѝ гласи следното:
Masculine women, Feminine men
Which is the rooster, which is the hen?
It's hard to tell 'em apart today! And, say!
Sister is busy learning to shave,
Brother just loves his permanent wave,
It's hard to tell 'em apart today! Hey, hey!
Girls were girls and boys were boys when I was a tot,
Now we don't know who is who, or even what's what!
Knickers and trousers, baggy and wide,
Nobody knows who's walking inside,
Those masculine women and feminine men! 
Мъжествена жена, женствен мъж/Кой е петелът и кой е кокошката?/В днешно време е трудно да кажеш кое какво е!/Сестрата се учи да се бръсне, Братът обожава къдриците си,/В днешно време е трудно да каже кое какво е! Хей, хей!/Когато бях дете, момичетата си бяха момичета, а момчетата – момчета,/Сега вече не знаем кой кого е и кое какво е!/Кюлоти и панталони, провиснали и широки,/Никой не знае кой ги носи,/Ах тези мъжествени жени и женствени мъже!
Нивото на толерантност към хомосексуалните хора през тези години се възвръща отново едва през 60-те години на ХХ век. Преди началото на 1930-те е имало доста открито функциониращи гей барове, известни с названието „pansy clubs“. За относителния либерализъм през тези години говори и фактът, че актьорът William Haines, един от най-известните на времето, е имал открита връзка с любовника си Jimmy Shields. Други известни гей актьори/актриси от този период са Alla Nazimova и Ramon Novarro. През 1927 г. Mae West написва пиесата The Drag, посветена на хомосексуалността, в която се разказва по косвен начин за делото на Karl Heinrich Ulrichs. Пиесата постига доста голям успех. Mae West разглежда секса като основно човешко право, като с дейността си тя се превръща в един от първите борци за гей права. Със завръщането на консерватизма през 30-те години на ХХ век, обществото започва да става все по-нетолерантно към хомосексуалността, а гей актьорите били принудени или да се оттеглят от сцената, или да прикрият сексуалността си.

#### От края на 30-те до началото на 60-те години на ХХ век
Към 1935 г. САЩ се превръща отново в консервативна страна. Викторианските ценности и морал, които през 1920-те години били широко осмивани, завладяват отново обществото. През този период животът на хомосексуалните хора бил доста труден, тъй като те били принудени да крият сексуалността си, с цел да не бъдат осмивани или дори вкарани в затвора. През този период влизат в сила и доста закони срещу хомосексуалните, като хомосексуалността била обявена за психическо заболяване. Били организирани множество полицейски операции с цел арестуването на хомосексуалните хора, като млади полицаи под прикритие изкушавали мъже и ако се осмелявали да им отправят предложение за секс, те били веднага арестувани.

#### 60-те и 70-те години на ХХ век
Нов период на либерализъм в края на 1960-те години дава началото на една нова епоха на приемане на хомосексуалността от страна на общесвото. Популярността на диско музиката и на диско културата в края на 1970-те години спомагат за това обществото да стане по-отворено към хомосексуалността. По-късно, през 1979 година, в САЩ се наблюдава едно ново възраждане на религиозността и консерватизма, което превръща 80-те години на двадесети век в труден за хомосексуалните хора период.

#### 80-те години на ХХ век
1980-те години са мрачен период за хомосексуалните хора, тъй като сред обществото, което става все по-консервативно, се заражда нова вълна от нетърпимост (и дори омраза) спрямо тях. Тази омраза се дължи до голяма степен на обвиненията, че гей хората са виновни за появата на СПИН. Много консерватори наричали СПИН дори „наказанието на Господ“ и обвинявали хомосексуалните хора за техния „разпуснат морал“.

### Холокоста
В много от нацистките райони хомосексуалността не се споменава като конкретна причина за интерниране в концентрационен лагер, поради което е трудно да се каже колко точно хомосексуални хора са загинали в тези лагери. Условията за гей хората в концентрационните лагери били изключително тежки, тъй като те били преследвани не само от германските войници, но и от останалите затворници, като имало много случаи на починали хомосексуални хора вследствие на нанесен побой. Известно е също така, че германските войници използвали розовите триъгълници, които хомосексуалните били принуждавани да носят, като мишени за упражнение по стрелба.
Лесбийките не били преследвани така жестоко както гей мъжете. Те били определяни като „антисоциални“, но не били изпращани в концентрационни лагери.

### Бунтовете в Стоунуол
През есента на 1959 година, нюйоркската полиция започва акция на масово затваряне на гей баровете в града, които по това време наброявали близо две дузини само на територията на Манхатън. До това се стигнало най-вече след една доста яростна кампания, проведена от страна на кмета на Ню Йорк Lee Mortimer – представител на десницата и краен хомофоб. Всички гей барове били набързо затворени, като отварянето на нови станало особено трудно.
Спечелването на изборите през 1965 г. от страна на John Lindsay слага началото на една нова градска политика, а новото отношение към сексуалните нрави започва да променя социалната атмосфера в Ню Йорк.
На 21 април 1966 г. Dick Leitsch – председател на нюйоркската Mattachine Society, заедно с други двама членове, решават да се противопоставят на политиката, която State Liquor Authority (SLA) (Щатска агенция за алкохола) водела срещу гей баровете. Те организират един „sip-in“ (терминът произлиза от „sit in“ (вид протестна демонстрация, при която протестиращите не напускат сградата, докато не бъдат задоволени исканията им), като на мястото на „sit“ се поставя „sip“ „сърбам“) в Julius bar на West 10th улица в Гринуич Вилидж. След този протест анти-гей разпоредбите на State Liquor Authority, според които лицензът на даден бар бивал отнеман ако в него доброволно се сервирал алкохол на група от трима или повече хомосексуални, биват опровергани пред съда. Било доказано, че чрез подобни практики SLA третира, в пълен разрез със закона, като незаконно това хомосексуалните хора да се събират и на тях да бъде продаван алкохол в баровете. Доказателство за това кога подобни закони били приети е случаят Gloria от 1940 година, когато собственикът на бар, който бил затворен поради обвинение в подобни нарушения, завел дело в съда, но загубил. Преди тази промяна в закона да настъпи, гей баровете трябвало да плащат подкупи на полицията и на мафията, за да могат да съществуват. Скоро след като законът бива отменен, Щатската агенция за алкохола прекратява практиката си да затваря гей барове, като тези барове вече не рискували да бъдат затворени за това, че обслужват хомосексуални хора.
Mattachine се възползва веднага от настъпилата обстановка и започва преговори с кмета Lindsay, при което практиката полицията да нахлува в гей баровете бива прекратена. Кметът оказал съдействие също така и при премахването на въпросите относно хомосексуалността от въпросниците за наемане на работа в Ню Йорк. Въпреки това обаче, полицията и пожарната не били съгласни с водената от кмета политика и отказали да съдействат.
Промените в законите, както и отвореното от социална и сексуална гледна точка отношение през края на 1960-те години, спомагат за излизането на светло на гей живота и гей културата в Ню Йорк. В Greenwich Village и Upper West Side имало различни лицензирани гей барове, но наред с тях съществували и много без лиценз да сервират алкохол, като например Stonewall Inn и Snakepit.
Бунтовете в Стоунуол (Stonewall) представляват серия от конфликти между хомосексуални и нюйоркската полиция. Първите бунтове започнали в петък вечер на 27 юни 1069 г., около 1:20 часа, когато полицията нахлула внезапно в Stonewall Inn – един от гей баровете без лиценз в Гринуич Вилидж. Бунтовете в Стоунуол се смятат за преломен момент в модерната история на борбата за гей права по света. Събитията не били отразени особено широко от тогавашната преса, тъй като това било време на многобройни и многолюдни протести и демонстрации навсякъде. Бунтовете в Стоунуол били в сравнително малък мащаб, но една година по-късно, на възпоменателния парад, организиран от собственика на книжарница Oscar Wilde Book Shop Craig Rodwel, на Шесто авеню в Ню Йорк се събрали над 5000 участници, като това събитие придобива известност в цялата страна, а чрез него всички научават и за бунтовете в Стоунуол.

### Еднополов брак
В края на XX и началото на XXI век все повече страни по света започват за разглеждат брака като право, което трябва да бъде предоставено също така и на еднополовите двойки. Законно признатият брак дава много преимущества, които засягат социалното осигуряване, данъците, наследяването и много други, от които двойките без сключен брак не могат да се възползват. С ограничаването на брака като достъпен само за разнополовите двойки, еднополовите такива биват лишени от редица преимущества, които законът предоставя. Докато разнополовите двойки, без пред тях да се поставят законови пречки, могат да решат да сключат брак и по този начин да се сдобият с преимуществата, които законът предоставя, подобен избор остава неприложим за еднополовите двойки. И докато някои права могат да бъдат осигурени по други начини (като сключване на договор например), други като наследство, посещение на болен или имиграция не могат. Липсата на признаване от страна на закона прави невъзможно също така и еднополовите двойки да осиновят дете.
Първата страна, която легализира еднополовите бракове, е Холандия (2001 г.), като първият брак бива сключен в Общината на град Амстердам на 1 април 2001 година. Понастоящем еднополовите бракове са разрешени в национален мащаб в няколко страни: Холандия, Белгия, Канада, Испания и ЮАР.
В САЩ, към март месец 2007 година, само щатът Масачузетс признава еднополовите бракове, докато в щатите Въмонт, Ню Джърси и Калифорния се признават еднополовите граждански съюзи, които предоставят подобни на брака привилегии. В 17 други щата има конституционни мерки, които ограничават брака единствено до мъж и жена, докато други 25 щата имат статути, в които се съдържат подобни дефиниции. В САЩ дебатът за това дали да се признаят еднополовите бракове остава един от най-поляризираните и разделени политически дебати от началото на 21 век, като подобни дискусии се водят също така и във всички страни по света. През 2004 година, 13 американски щата променят конституциите си, заявявайки че брак може да се сключи единствено между мъж и жена.